# Henrik Gerner
Henrik Gerner (Copenaghen, 5 luglio 1742 – Copenaghen, 27 dicembre 1787) è stato un ingegnere e militare danese, che durante la sua carriera di capo costruttore navale (Fabrikmester) fu responsabile della realizzazione di 117 navi di vari tipi, tra cui 18 vascelli di linea, e 11 fregate. Divenne molto famoso anche per l'invenzione (1784) di una stazione di pompaggio per lo svuotamento della darsena.

## Biografia

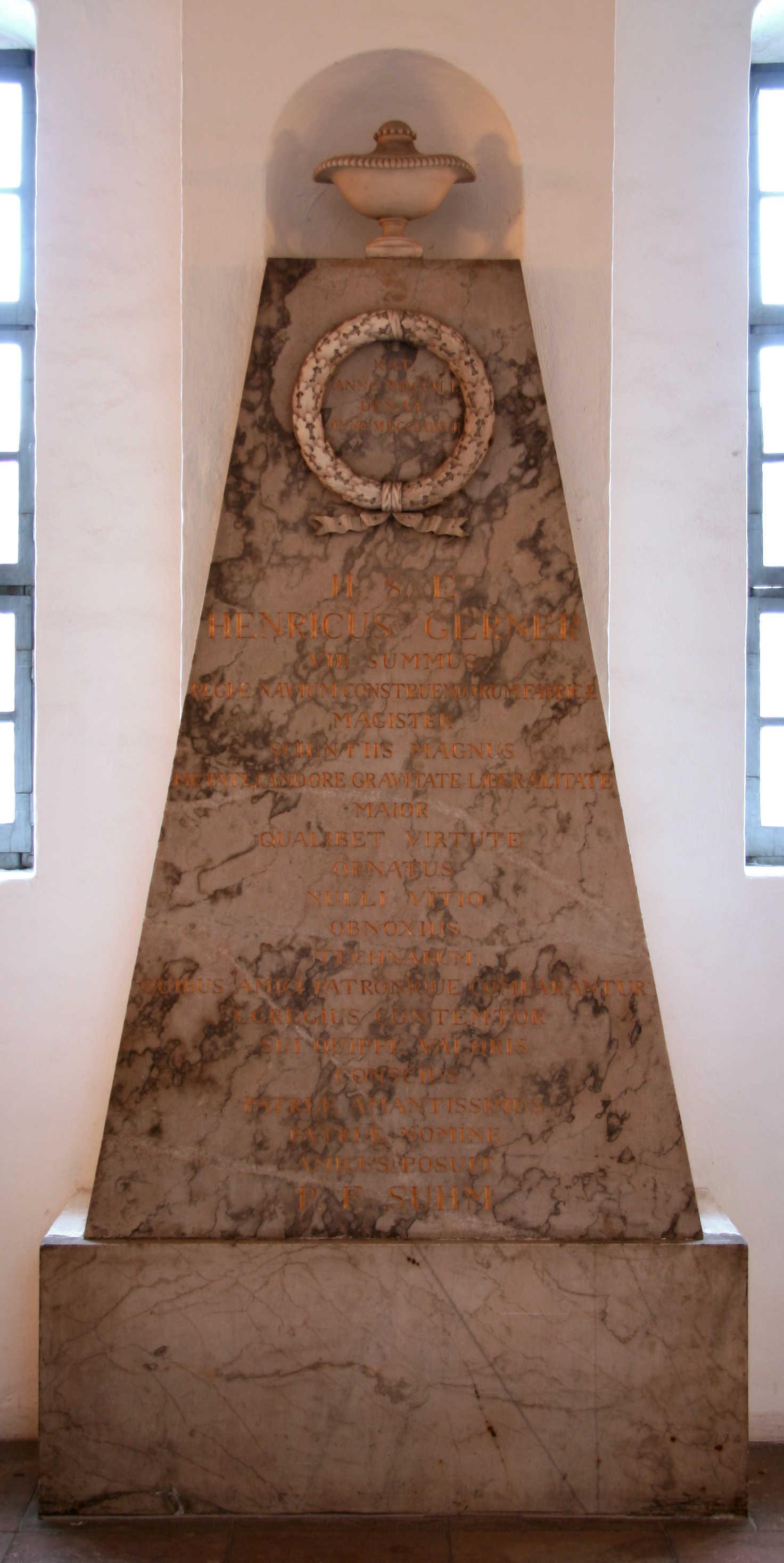
Epitafio sulla sua tomba nella Chiesa di Holmen

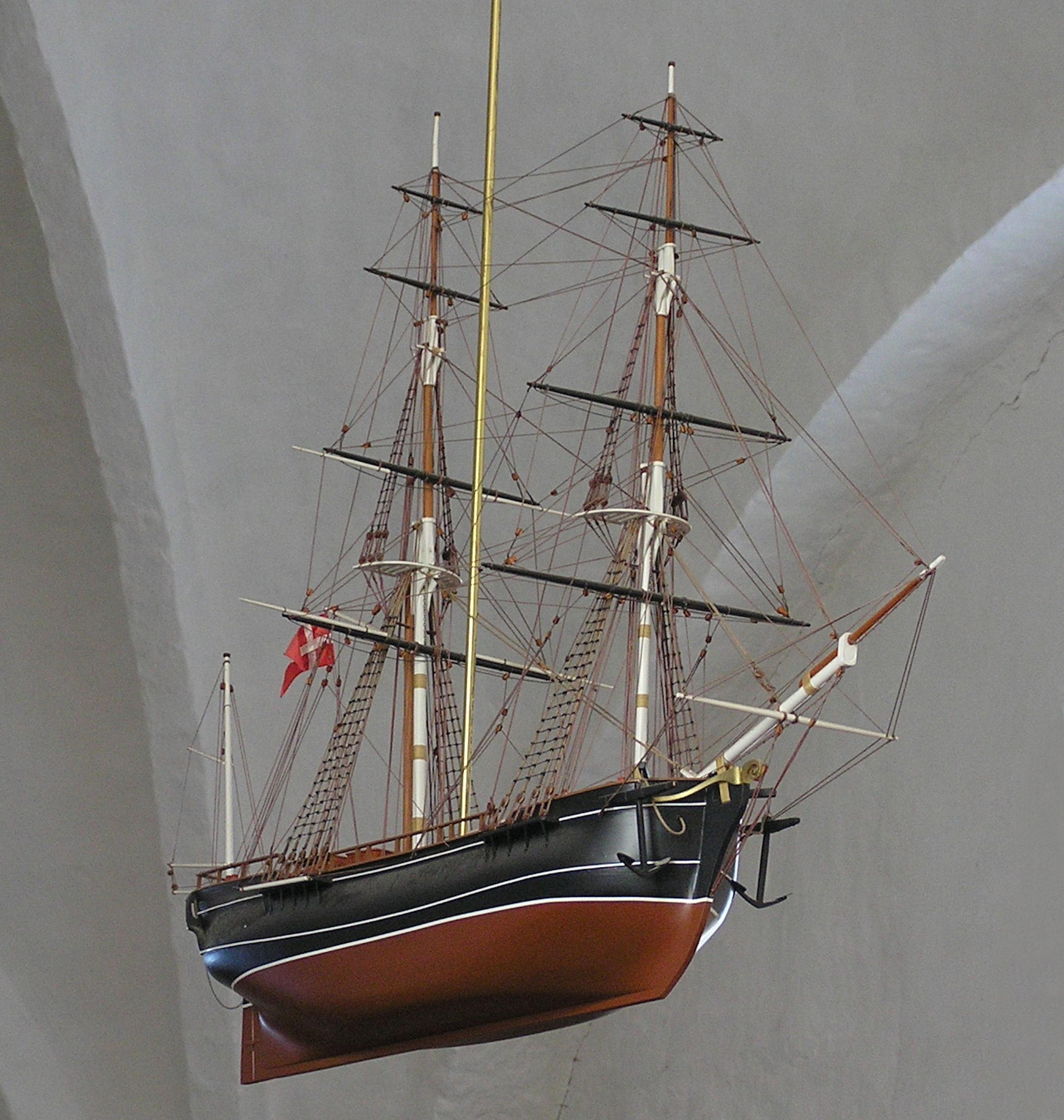
Modello della nave Enigheden disegnata da Gerner.

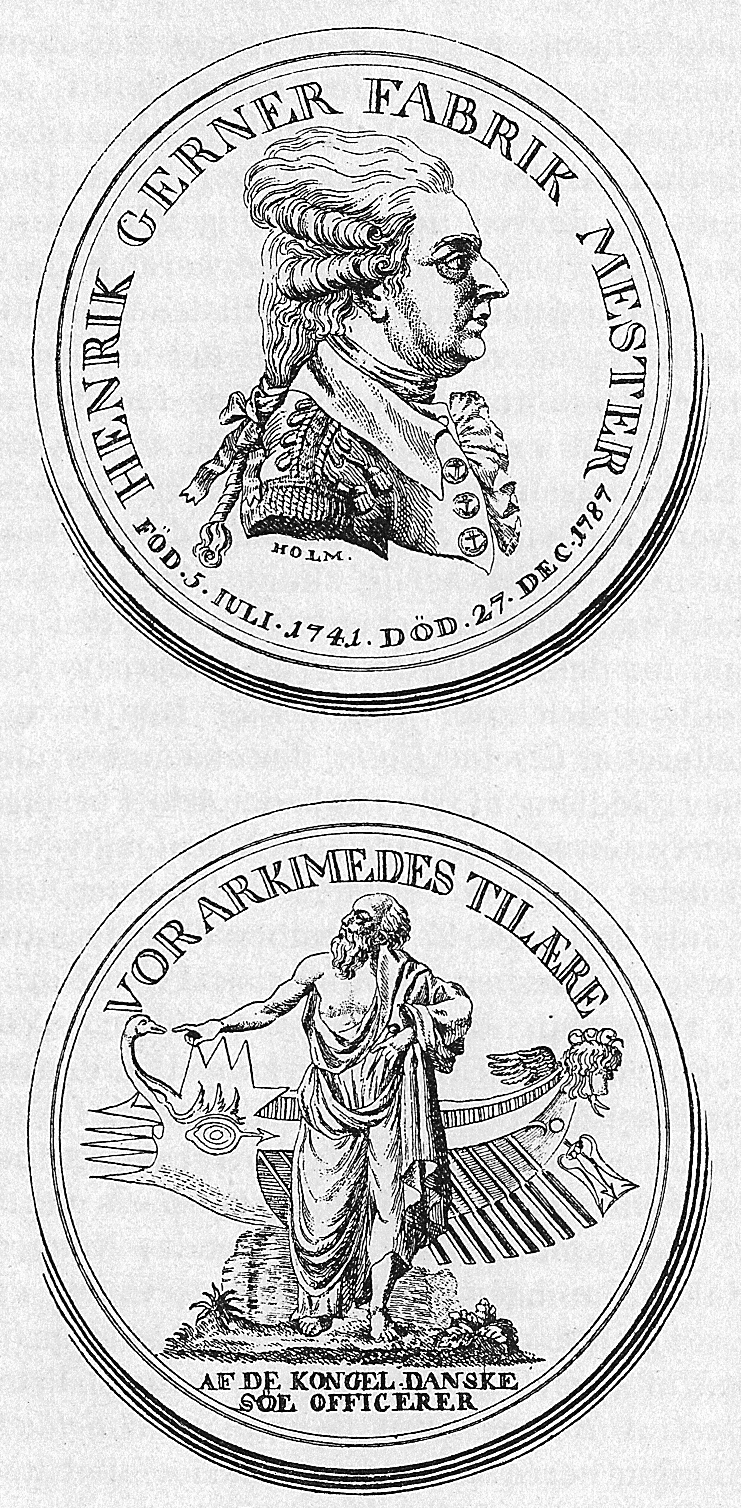
Medaglia commemorativa di Henrik Gerner

Nacque a Copenaghen il 5 luglio 1742, figlio del comandante Andreas Gerner (1698-1749) e di Sophie Thomasen Gravesen (1708-morta a Thisted nel 1778). Fu battezzato nella chiesa di Holmen.
Dopo la morte di suo padre, nel 1755 sua madre lo mandò a studiare come cadetto presso l'Accademia navale di Aalborg, presso Copenaghen, e navigò verso le Indie occidentali sulla  fregata Christianborg prima di diventare un cadetto a pieno titolo l'anno successivo. Conseguì il brevetto di sottotenente, e attratto ben presto dall'arte della costruzione delle navi, pochi mesi dopo lui ed Ernst Wilhelm Stibolt furono assunti come studenti insegnanti presso la Commissione edile per formarsi in quella professione.. Studiò per diversi anni, nel 1764 fu promosso primo luogotenente, salpando sulla fregata Falster per la Russia e la Svezia, dove effettuò studi sulle navi, di carpenteria delle navi e della lavorazione del ferro per ancore e cannoni a San Pietroburgo e Karlskrona. Nel 1765 fu promosso tenente anziano e si imbarcò sul vascello di linea Printz Friderich nel 1766.
Nel 1768, per decisione del  conte Frederik Danneskiold-Samsøe (1703-1770), fu inviato in viaggio in Inghilterra e Francia. Durante il suo soggiorno in Inghilterra si fece così notare per la sua abilità e versatilità, divenendo membro della Società agricola inglese e il suo amico, il futuro primo ministro Ove Malling, gli predisse che sarebbe diventato uno dei più grandi costruttori navali d'Europa. Per quattro anni studiò all'estero, e nel 1770 divenne tenente capitano e fu nominato Fabrikmester (costruttore capo) a Holmen l'8 luglio 1772, e membro a pieno titolo della Commissione per le costruzioni navali, dopodiché tornò in Patria dalla Francia. Il 24 dicembre 1773 sposò a Copenaghen la signorina Charlotte Sophie Rasch (1736-1808). Nel 1776 fu promosso capitano e membro della Commissione per la difesa navale e quello stesso anno fu determinante nella fondazione della Scuola di costruzione navale (Skibs-Konstruktionsskolen). Nel 1781 fu promosso comandante.
Durante la sua carriera di costruttore fu responsabile della realizzazione di 117 navi di vari tipi, tra cui 18 vascelli di linea, e 11 fregate. Durante gli ultimi anni di vita entrò in contrasto con il Presidente del Consiglio dell'Ammiragliato, Frederik Christian Rosenkrantz. Morì per un colpo apoplettico il 27 dicembre 1787, e al suo funerale presenziarono Ove Malling, Tyge Rothe e il suo allievo Frantz Christopher Henrik Hohlenberg. Per onorarlo venne coniata una apposita medaglia commemorativa. La salma venne tumulata nella cappella della Chiesa di Holmen.
Nel XX secolo la Kongelige danske marine lo ha onorato intitolandogli due navi appoggio sommergibili, la Henrik Gerner (1928–1943)  e la Henrik Gerner (1964–1975)

### Attività in altri campi
Nel 1786 gli fu ordinato di stabilire i principi secondo cui dovevano essere costruite le navi da guerra della marina, e subito dopo poté presentare una risposta con tabelle e numerose appendici. Nel 1779 gli fu chiesto dirigere il dragaggio degli approdi della compagnia commerciale groenlandese e l'approfondimento intorno ad essa; tre settimane dopo tutte le indagini erano pronte e il rapporto venne presentato. Nel 1780 riferì alle autorità militari che ora gli sarebbe stato possibile preparare per un viaggio una fregata in 10 giorni. Nel 1787 gli fu ordinato di progettare una nuova nave da guerra armata con 80 cannoni, compito terminato in sei settimane. Nel 1781  entrò a far parte della Commissione portuale dove operò con zelo, e tra il 1784 e il 1785 costruì una stazione di pompaggio che rimase in banchina fino alla metà del XIX secolo. Con essa semplificò il pompaggio dell'acqua fuori dalla darsena, e dove prima ci volevano 200-400 uomini per un lavoro faticoso per 2-3 giorni esso ora era eseguito da 24 cavalli in una dozzina di ore, ad un costo pari a un quarto di prima.
Tra le altre sue invenzioni meccaniche vi furono macchine per la movimentazione del fango, delle paratoie dei bacini di carenaggio, gru di ancoraggio per il sollevamento di carichi pesanti, macchine di distillazione dell'acqua per l'uso a bordo, pompe per le navi e molte altre, tra cui una macchina laminatrice per l'argento da destinare alla zecca reale, parafulmini, e un impianto per l’essiccazione del grano. Fu fondatore della Søe-Lieutenant-Selskabet, che influenzò notevolmente la formazione dei giovani ufficiali di marina, e membro della Det Kongelige Danske Landhusholdningsselskab.

### Annotazioni
1. ↑  Suo nonno paterno era il vescovo Henrik Gerner.
2. ↑  Si classificò al primo posto sui 19 allievi che diedero gli esami quel giorno.

### Fonti
1. 1 2  Tree Decks.
2. 1 2 3 4 5  Topsøe-Jensen 1935, Vol.1, p. 451.
3. ↑  Topsøe-Jensen 1935, Vol.1, p. 449.
4. 1 2 3 4 5 6  Topsøe-Jensen 1935, Vol.1, p. 452.
5. 1 2 3 4  Topsøe-Jensen 1935, Vol.1, p. 453.
6. ↑  HDMS Henrik Gerner (1928) in Danish
7. ↑  HDMS Henrik Gerner (1964) in English
8. 1 2 3 4 5 6 7 8  Gravsted.